# Schlüsseltonne

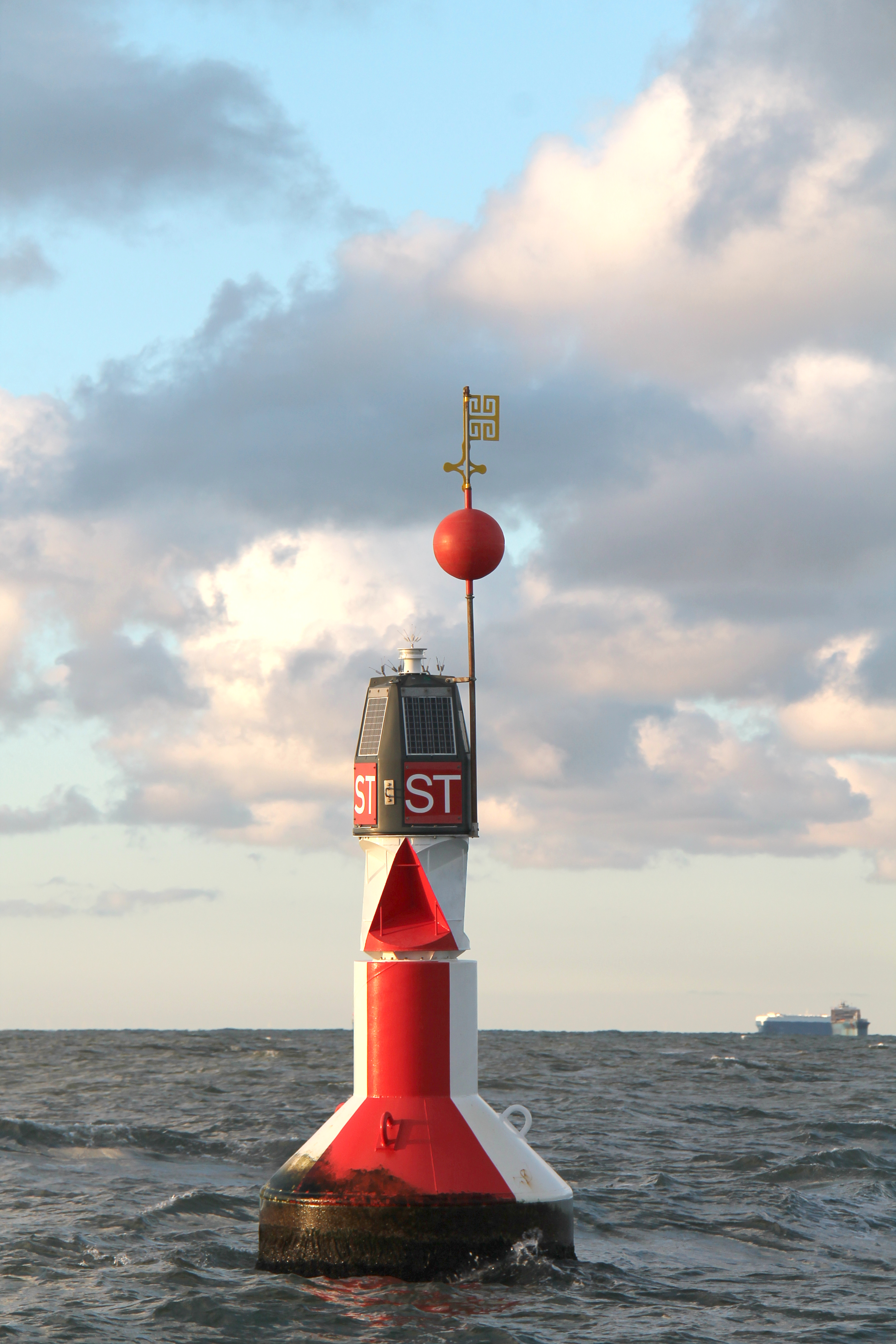
Die Schlüsseltonne im Herbst 2018

Die Schlüsseltonne (Plattdeutsch Slöteltunn), auch Bremer Tonne genannt, ist ein Seezeichen an der Nordseeküste nördlich der Untiefe Roter Sand vor Wangerooge (Position: 53° 56′ N, 7° 56′ O), das als Leittonne für die Ansteuerung der Weser dient. Sie wird seit 1664 ausgelegt und ist vermutlich das älteste schwimmende Seezeichen an der deutschen Küste außerhalb einer Flussmündung.

## Geschichte der Schlüsseltonne

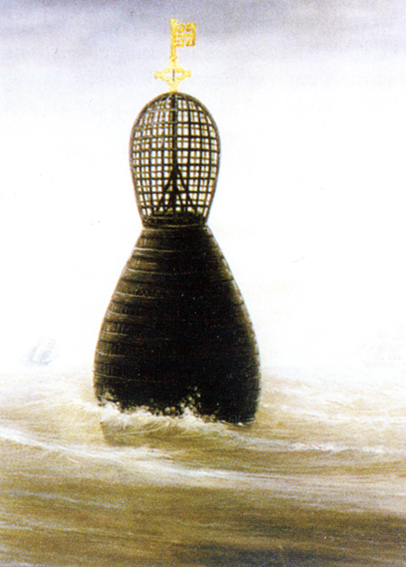
Historische Abbildung der Schlüsseltonne (Ölgemälde aus dem 19. Jahrhundert, Ausschnitt)

Die Seehandels- und Hansestadt Bremen, die auf einen sicheren Seezugang über die Weser zur Nordsee angewiesen war, nahm (spätestens) seit dem frühen 15. Jahrhundert Hoheitsrechte über die Unter- und Außenweser wahr, wozu das Auslegen, Aufstellen und Unterhalten von Seezeichen – wie schwimmenden Tonnen und festen Baken – gehörte. Zuständig für das Bremer Tonnen- und Bakenwesen war bis Ende des 19. Jahrhunderts die bremische Kaufmannschaft, die durch die sogenannten Elterleute vertreten wurde.
Am 20. April 1664 ließen die bremischen Elterleute als Ersatz für eine bereits 1642 erwähnte Tonne eine neue Leittonne als äußerstes Seezeichen der Fahrwassermarkierung der Weser nördlich von Wangerooge auf 11 Faden Tiefe auslegen. Diese für die Weseransteuerung wichtige Leittonne war mit einem Schlüssel – dem Symbol des Bremer Wappens – als Toppzeichen verziert und wurde daraufhin fortan als Schlüsseltonne oder Bremer Tonne bezeichnet. In einer Bekanntmachung aus dem Jahr 1664 heißt es dazu:

„Kundt und zu wissen sey hiermit jedermänniglich / sonderlich allen Schiffern und Seefahrenden Leuthen / so die Weser gedencken zugebrauchen / daß daraussen vor der Weser noch schwarze Seetonne ist geleget / welche vor diesem nicht ist gewesen / und worauff eine Stange mit einem vergüldeten Schlüssel stehet / welches den Schifferen und Seefahrenden Leuthen zu gueter Nachrichtung dienet. Bremen den 20. Aprilis / deß Eintausendt Sechshundert Vier und Sechtzigsten Jahres.“

Diese ursprüngliche Schlüsseltonne bestand aus wagenschott geschnittenem, bestem astlochfreiem 6,5 Zentimeter starkem Eichenholz, das mit Eisenringen zusammengehalten wurde. Zur Verankerung am Seeboden diente ein Block aus Obernkirchner Sandstein, der mit einer Kette aus schwedischem Stahl mit der Tonne verbunden war. Um sie seewasserbeständig zu halten, erhielt sie einen schwarzen Teeranstrich. Das als Schlüssel ausgebildete Toppzeichen wurde goldfarben ausgeführt.
Im Lauf der Jahre wurde die Schlüsseltonne mehrfach erneuert, behielt jedoch stets den markanten Schlüssel als Toppzeichen bei. Ursprünglich einfach an einer aufragenden Stange befestigt, wurde er später an einer Spindel bzw. Kugel als Aufsatz angebracht. Die Position der Tonne am Anfang des Fahrwassers zur Westerweser (Neuen Weser) hat sich nur geringfügig geändert und folgte den natürlichen Verschiebungen des Roten Sandes.
Ab 1873 wurde zusätzlich zur Schlüsseltonne eine Schlüsselspiere ausgelegt. Diese Spierentonne lag etwa 100 Meter nordwestlich der Schlüsseltonne. Sie war 13 Meter lang, von denen zirka 6,5 Meter aus dem Wasser ragten. Ihr größter Durchmesser betrug 0,85 Meter. Die Schlüsselspiere war schwarz gestrichen und trug ebenfalls einen vergoldeten Schlüssel als Toppzeichen. Die Schlüsseltonne hatte zu jener Zeit eine Gesamtlänge von 6 Metern, hinzu kam ein 1,4 Meter hoher ballonförmiger Aufbau aus Rohrgeflecht über dem der 0,87 Meter hohe Schlüssel befestigt war. Sie war mit zwei Ketten von 36 bzw. 33 Metern Länge und zwei Steinen von 1750 bzw. 1250 kg verankert. Bei normalen Strömungsverhältnissen betrug ihr Neigungswinkel 80°. Die schwarz gestrichene Tonne trug in Weiß die Aufschrift „WESER“, ragte 5 Meter aus dem Wasser und war zirka vier Seemeilen weit sichtbar.
Mit dem Auslegen des Feuerschiffs Weser im Jahr 1874 sank die Bedeutung des Seezeichens, es diente der Schifffahrt in der Außenweser jedoch unverändert als Navigationshilfe. 1887 wurde die Tonne gemäß dem einheitlichen Markierungssystem in deutschen Gewässern rot gestrichen, da sie im Fahrwasser auf der Steuerbordseite lag. Zu Beginn des Zweiten Weltkriegs 1939 wurde die Tonne eingezogen und nach Kriegsende zunächst nicht wieder gesetzt. Erst am 1. September 1964 wurde eine neue Schlüsseltonne ausgelegt, sie erhielt einen rot-schwarzen Anstrich mit einem stehenden Doppelkreuz als offizielle Kennzeichnung einer Ansteuerungstonne. Ergänzt wurde das Seezeichen um eine mit Propangas betriebene Laterne, die ein Gleichtaktfeuer erzeugte. Seit 1978 ist die Tonne nach dem neuen internationalen System rot-weiß gestrichen. Im Jahr 2004 erhielt sie eine LED-Leuchte, die von einer Photovoltaikanlage gespeist wird, und 2008 einen neuen Solarkompaktaufsatz mit der Beschriftung „ST“.

## Einzelnachweise

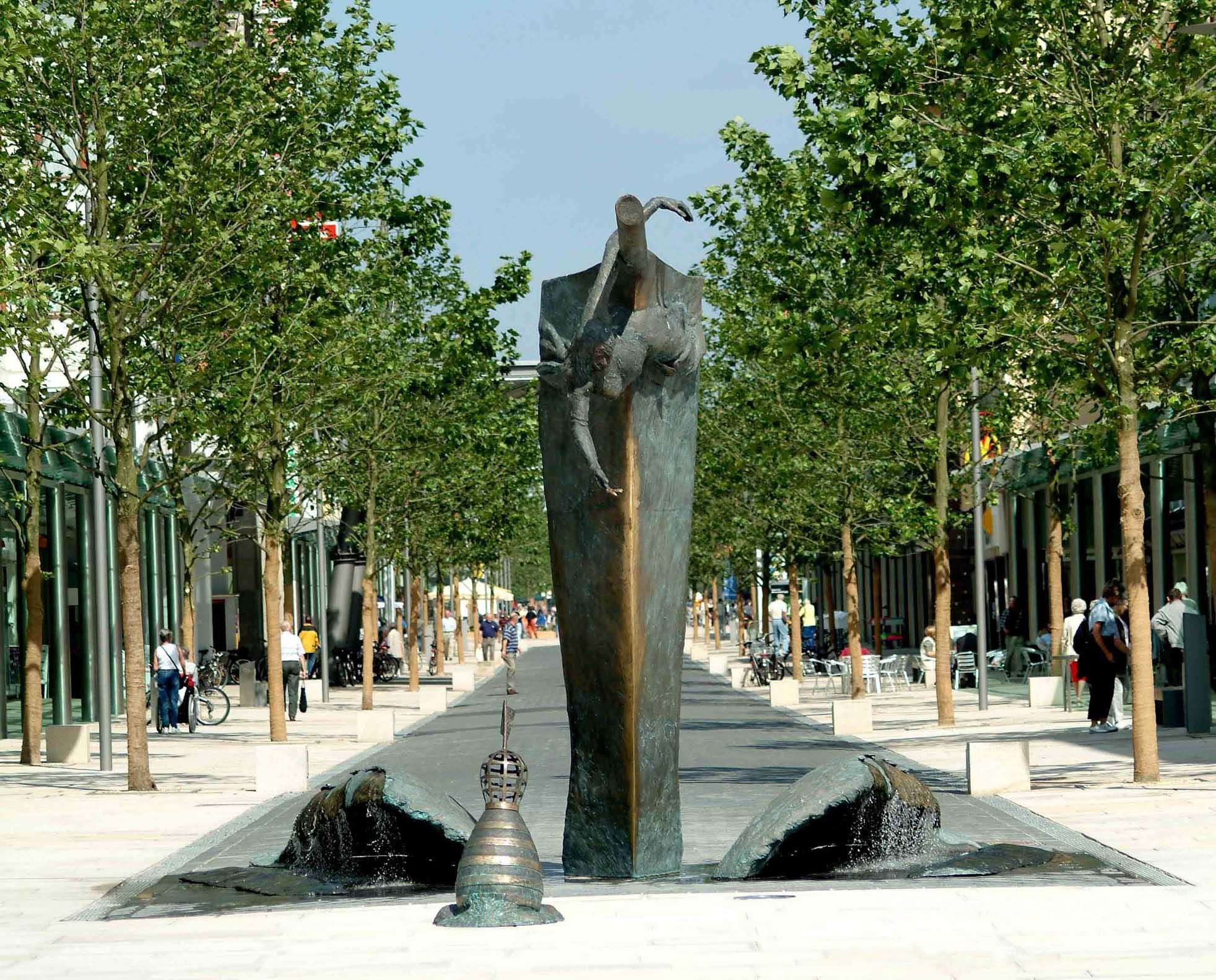
Die Schlüsseltonne als Bestandteil der Skulptur Bugwelle von Bremerhaven